# Batalla de Celaya
La Batalla de Celaya es el nombre de una serie de encuentros militares decisivos para la Revolución mexicana, entre la División del Norte, encabezada por Pancho Villa, contra las tropas constitucionalistas al mando del general Álvaro Obregón, que tuvieron lugar del 6 al 15 de abril de 1915, en las inmediaciones de Celaya, Guanajuato. Villa concentró su ejército en Irapuato y Obregón el suyo en Celaya, desde donde planeó su estrategia para esperar al impulsivo Villa. La primera fase de los enfrentamientos ocurrió los días 6 y 7 de abril de 1915, en los cuales Obregón supo defender su posición ante las arremetidas de los villistas. Estos tuvieron que replegarse a Salamanca, desde donde planearon el contraataque. La fase decisiva comenzó el 10 de abril, cuando Obregón supo aprovechar las debilidades de la estrategia de Villa. El 15 de abril, la victoria correspondió a las tropas de Obregón, tras lo cual Villa se vio obligado a retirarse a  León, Guanajuato. Después de esta batalla, hubo otras entre los mismos bandos en Trinidad, León, Santa Ana del Conde y Aguascalientes, pero Villa ya no volvería a operar al frente de la División del Norte. Fue en la batalla de León donde Obregón, quien sería presidente de 1920 a 1924, perdería un brazo. Sin embargo, esto provocaría que después fuera conocido como el Manco de Celaya, confundiéndose muchas veces los datos, pues las dos batallas fueron cercanas.
Tras la caída del gobierno militar de Victoriano Huerta en agosto de 1914, revolucionarios vencederos se dividieron en dos grandes bandos, con distintos proyectos de nación, lo que los llevó a enfrentarse en los campos de batalla al no poder alcanzar un acuerdo. Desde diciembre de 1914 en varios lugares de la República la guerra civil ardió con renovados bríos. Los bandos contendientes, convencionistas de Pancho Villa y constitucionalistas de Álvaro Obregón, tenían fuerzas equilibradas y esa situación se mantuvo durante las primeras batallas, hasta que en la primavera de 1915, Obregón se internó con sus soldados hasta el centro del país, amenazando con romper las comunicaciones entre los distintos frentes defendidos por los convencionistas.

## Inicios de la batalla

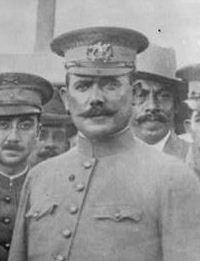
General del Ejército Constitucionalista Álvaro Obregón, Su victoria sobre Pancho Villa lo catapultó a la fama nacional. Fue elegido presidente de México en 1920.

El 7 de marzo de 1915 se produjo el primer enfrentamiento entre constitucionalistas y convencionistas en Estación Peón, donde el general de división Eugenio Martínez (enviado por el general Álvaro Obregón desde la Ciudad de México como vanguardia extrema para dar inicio al histórico enfrentamiento contra el grueso del ejército de Pancho Villa) fue atacado por la caballería villista al mando de los generales Agustín Estrada, Canuto Reyes y Joaquín de la Peña, quienes se replegaban hacia Querétaro con motivo de alejar lo más posible a los constitucionalistas de las posiciones convencionistas. El triunfo, a pesar de la superioridad numérica y esfuerzos hechos por todos estos generales, correspondió finalmente al general Eugenio Martínez, quien tomó el control de la zona e informó del éxito de esta importante primera batalla, abriendo así camino para la continuación de la avanzada obregonista. Dos semanas después llegó el general Obregón a Estación Cazadero, en donde se le incorporó el general Alfredo Elizondo, procedente de Michoacán. Pancho Villa, al saber la proximidad de Obregón, abandonó precipitadamente Torreón para dirigirse a Irapuato y una vez por todas derrotarlo, a pesar de los consejos del general Felipe Ángeles. Por su parte, el general Obregón ocupó Irapuato el 31 de marzo y el 4 de abril Celaya, el mismo día en que Pancho Villa llegaba a Irapuato. Ambos se aprestaron a tener varias batallas que habrían de resultar decisivas para la historia de la Revolución mexicana. 
El ejército villista era superior en ese momento al constitucionalista: numéricamente tenía 22 000 mil hombres aproximadamente, que por supuesto contaban con una moral alta, producto de las constantes victorias del general Villa; eran dueños de gran parte de la República, siendo el norte su principal territorio y tenían un brillante historial tanto político como militar; su armamento era muy bueno y las municiones eran suficientes; la artillería villista era muy abundante y comandada por oficiales ex federales que daban ejemplo de experiencia y confianza a sus soldados, y la caballería se había hecho legendaria por sus violentísimas cargas. Por el lado constitucionalista se contaba apenas con 11 000 mil hombres, bien armados y con suficientes municiones; para su fortuna tenían a su favor un factor defensivo: el mando y las acciones políticas con Estados Unidos de Venustiano Carranza. Contaban con buenos generales y con la innegable capacidad y astucia del general Obregón.
Los combates se iniciaron casi de inmediato al saber ambos la proximidad de sus fuerzas. El 5 de abril, Alejo González y Alfredo Elizondo capturaron Acámbaro, mientras otra columna constitucionalista al mando de los generales Gonzalo Novoa y Porfirio González recibía la instrucción de destruir la vía de San Luis en Empalme González. A su vez, el general Obregón permaneció en Celaya, mientras que la vanguardia del general Fortunato Maycotte marchaba hasta El Guaje, a unos 18 kilómetros al norte, distancia desproporcionada para una vanguardia. Resultaba muy peligroso dispersar la caballería tan exageradamente, pero Obregón pretendía “desorientar al enemigo”.

## Primera batalla de Celaya
El 5 de abril, Pancho Villa pasó a revisar en Salamanca a sus tropas. Al día siguiente, decidió acabar de una vez por todas con el general Álvaro Obregón e inició su avance con tres columnas: al norte la caballería, al mando del general Agustín Estrada; al centro la infantería, constituida por las brigadas de los generales José Herón González, exalumno del Colegio Militar, Dionisio Triana, Bracamontes y San Román; al sur otra de caballería, al mando del general Abel B. Serratos; a retaguardia del centro marchaba la artillería. A las pocas horas se trabó un furioso combate: los villistas chocaron contra la brigada del general Fortunato Maycotte en El Guaje. Viendo la situación desesperada, Maycotte informó al general Obregón, quien ordenó su inmediato refuerzo, enviando primero al general Manuel Laveaga con 1500 hombres, para luego ir él personalmente. Obregón llegó al Guaje tan sólo para comprobar la derrota de sus tropas; a pesar de ello y con gran presencia de ánimo, en unión de Maycotte logró que las tropas se retiraran en buen orden, evitando que aquello se convirtiera en una desbandada. Las bajas constitucionalistas se elevaron a ochocientos hombres entre muertos, heridos y dispersos. Aprovechando la victoria de El Guaje, las tropas villistas continuaron impetuosamente su ataque sobre Celaya. Ahí cometieron el primero de sus errores tácticos, pues no modificaron su dispositivo de ataque ni esperaron el necesario apoyo de su artillería. El general Álvaro Obregón había ordenado al general Benjamín Hill, segundo comandante del Ejército de Operaciones y comandante de la Infantería, que procediera a analizar el terreno y dispusiera convenientemente a las tropas. Así se hizo, por lo que, al presentarse frente a las posiciones constitucionalistas, los villistas se encontraron frente a un muro de fuego. El choque fue muy violento; sin embargo, para las últimas horas de ese día 6 decreció el ímpetu villista gracias a la eficaz coordinación de los fuegos de fusilería y ametralladoras y al apoyo de artillería. Al principio de la noche se efectuaron los últimos ataques: apoyados por el grueso de la artillería, que malgastó proyectiles en fuego nocturno, los villistas se pudieron retirar a sus posiciones de origen. A pesar de ello, los informes de Obregón a Venustiano Carranza eran peor que pesimistas. Más allá de los negros presagios, el general Álvaro Obregón reaccionó y dejó de pensar en la retirada; a cambio, ordenó a los generales Alfredo Elizondo, Alejo González y Porfirio González que rápidamente marcharan a Celaya como refuerzos. La brigada de Alejo González fue alcanzada en la Hacienda de Cacalote, regresando de inmediato; la de Porfirio González no llegó a tiempo para tomar parte de la batalla del 7 de abril. En las primeras horas de ese día la situación pareció mejorar para los constitucionalistas, ya que habían arribado las brigadas de los generales Elizondo y Porfirio González. El general Grajales, en el análisis escribe al general Álvaro Obregón algo alentador para las fuerzas constitucionalistas: «El dispositivo previsto para el ataque del día siguiente (7 de abril) lleva implícito el germen de la derrota. En la distribución de sus fuerzas no se advierte ninguna idea de maniobra, ningún propósito de obtener la superioridad en determinado sector o dirección, ni siquiera el deseo de formar una reserva general. La acción será simultánea y sobre todo al frente». 
Al amanecer del día 7 comenzó el ataque villista, que poco a poco fue aumentando en intensidad: las cargas de caballería se sucedían ininterrumpidamente, dejando sobre el campo muchos cadáveres; la artillería disparó sobre Celaya dirigida por los coroneles José M. Jurado y José Saavedra y la caballería por el coronel Pedro González. A las nueve de la mañana se produjo una crisis en el campo constitucionalista: Los batallones 5o, 9.º., 17.º. y 22.º habían consumido sus municiones y comenzaron a abandonar la línea de fuego; en esos momentos el general Álvaro Obregón ordenó al general Cesáreo Castro que le mandara tropas para cerrar la brecha, petición que satisfizo enviando al general Jesús Novoa con su brigada. Mientras el general Obregón activaba personalmente el reamunicionamiento se le ocurrió un ardid que hoy pudiera llamarse acción de guerra psicológica, al ordenar a un joven corneta del 9.º Batallón tocar “diana”, lo que creó confusión en las tropas villistas. En esos momentos se produjo otro desconcierto, el general Maximiliano Kloss, comandante de la artillería constitucionalista, ante la desesperación en combate durante una carga villista, ordenó precipitadamente la retirada de sus piezas, decisión que motivó al general Álvaro Obregón a ordenar su fusilamiento, aunque más tarde las cosas se aclararon y no se llegó a esa medida. Mientras tanto y dándose cuenta de esta situación, Pancho Villa ordenó un ataque general. Los villistas iniciaron nuevamente el ataque, pero una vez más fueron contenidos. Para entonces era evidente el desgaste moral y material de los atacantes villistas. Durante ese día dieron más de cuarenta cargas de caballería, habiendo sido rechazados en todas ellas. Inmediatamente después los constitucionalistas pasaron a la ofensiva. La caballería al mando de los generales Cesáreo Castro, Maycotte, González y Novoa actuó con resolución, llevando a cabo un doble envolvimiento sobre el enemigo. El general González atacó por el norte, llegando hasta donde estaban los trenes villistas que comenzaban la huida. La existencia de canales de riego impidió que la caballería consumara su acción. Horas después se había consumado la primera derrota villista. Todavía la caballería constitucionalista persiguió a los derrotados a unos 20kilómetros, deteniéndose al caer la tarde en Crespo y El Guaje; la infantería lo hizo en los alrededores de Celaya. Las bajas fueron por los constitucionalistas cuatro jefes, 27 oficiales y 527 de tropa muertos; heridos fueron cinco jefes, 20 oficiales (Diódoto Ramírez entre ellos) y 340 de tropa; las bajas villistas fueron 1800 muertos, entre ellos los generales Agustín Estrada y Francisco Natera, 3000 heridos y 500 prisioneros, así como gran cantidad de material y ganado. Las diezmadas huestes villistas se retiraron a Salamanca con objeto de reorganizarse, recibir refuerzos, curar las heridas y sobre todo preparar su nueva operación. La primera batalla de Celaya había terminado con un notable triunfo para el general Álvaro Obregón, pero la lucha no había finalizado, pues Pancho Villa no se daba por vencido tan fácilmente.

## Segunda batalla de Celaya
Después de la primera batalla, las fuerzas del general Álvaro Obregón fueron convenientemente reforzadas, pues llegaron la primera División de Oriente con tres regimientos de caballería, un batallón de infantería y una sección de ametralladoras; dos 
fracciones de la Brigada Gavira; fracciones de la Brigada de Novoa; dos “Batallones rojos” de obreros y la Brigada completa del general Joaquín Amaro Domínguez con sus “rayados”. Con estos refuerzos el efectivo del Ejército de Operaciones subió a 15 000 hombres fuertemente armados, de los que 8000 eran de caballería, con trece piezas de artillería y más de 100 ametralladoras. El día 12 llegó un convoy de municiones al mando del general Antonio Norzagaray, con lo que quedó solucionado este aspecto para los constitucionalistas. 
Por su parte Pancho Villa también se reforzó: se le sumaron las brigadas de los generales José I. Prieto, José Ruiz y César Moya; tropas de infantería y artillería de Jalisco al mando de los generales Francisco Carrera Torres y Pánfilo Natera García, así como importantes remesas de municiones que desde Ciudad Juárez le envió su hermano el general Hipólito Villa.
El día 13, como lo había dicho Pancho Villa en una carta que le enviara al general Álvaro Obregón, se inició la segunda batalla. Del lado constitucionalista todo estaba dispuesto: se había aprovechado al máximo el terreno, que como estaba lleno de zanjas y construcciones, iba a servir como un magnífico obstáculo para la caballería villista, la que avanzó en dos grupos, uno al norte y otro al sur de la vía férrea; la infantería transportada por tren desembarcó en Estación Crespo, a ocho kilómetros de Celaya, y la artillería marchó a la retaguardia de la infantería. El general Álvaro Obregón tomó otra vez la defensiva, manteniendo una gran reserva. La batalla empezó en la tarde, con ligeros tiroteos y acciones de reconocimiento. Una hora después el combate se había generalizado, principalmente en el sector de la 2.ª Brigada del general Francisco Manzo. La artillería constitucionalista abrió fuego, que fue contestado por la villista, entablándose un duelo artillero. Poco después se combatía en todo el frente. La táctica seguida por los villistas era la misma que la de la batalla anterior: furiosos ataques frontales, violentas cargas de caballería que se estrellaban ante el fuego de la infantería constitucionalista. La estrategia de Álvaro Obregón estuvo próxima a fracasar, debido a que los constantes disparos de artillería generaban gran escasez de municiones ante los ataques villistas. Venustiano Carranza, comprendiendo la situación desesperada de los que combatían, envió con toda rapidez un tren con municiones. Durante el día 14 el ataque villista fue una repetición de los anteriores: las caballerías buscaban el lugar vulnerable que permitiera la ruptura. Indudablemente que fue muy dura la presión sufrida por las tropas constitucionalistas, pero el general Obregón sabía que a ese ritmo de batalla, las tropas villistas quedarían pronto agotadas. En la madrugada del día 15 el general Obregón consultó con sus comandantes subordinados sobre el estado de sus tropas, para saber si estaban en aptitud de sostenerse en sus posiciones a fin de poder iniciar su ofensiva a las primeras horas de ese día, mediante un doble movimiento envolvente de su caballería. El agrupamiento de su caballería del lado norte quedó formado por el general Cesáreo Castro, aunque tomó el mando el general Fortunato Maycotte por enfermedad de Cesáreo, más la caballería del general Dionisio Triana. El del sector sur quedó constituido por las brigadas del general Joaquín Amaro Domínguez y Antúnez, más las brigadas de caballería Jaimes y Gavira. Así, las tropas constitucionalistas pasaron a la ofensiva, por lo que el enemigo fue sacado del balance por la sorpresa; el propio Obregón marchaba al centro de la fuerza atacante. De inmediato la batalla se generalizó: Los villistas, aunque desconcertados, se defendieron valientemente, pero fueron desplazados de la Estación Crespo a la Hacienda de Las Trojes, por el norte; por el centro las tropas constitucionalistas habían hecho retroceder más rápidamente a los villistas, quedando tan sólo aislado el núcleo de Las Trojes, que posiblemente por falta de información se aferraba a su posición perdida. Para el mediodía la batalla estaba decidida a favor del constitucionalismo: era muy clara la derrota villista y ya se notaban los síntomas que preceden a una retirada desordenada. Al caer la noche, con la caída de los últimos villistas en Las Trojes que lucharon hasta el último hombre, se consumó la derrota de Villa.